# Université des sciences et de la technologie Houari-Boumédiène
 (décembre 2020).
Si vous disposez d'ouvrages ou d'articles de référence ou si vous connaissez des sites web de qualité traitant du thème abordé ici, merci de compléter l'article en donnant les références utiles à sa vérifiabilité et en les liant à la section « Notes et références ».
L'université des sciences et de la technologie Houari-Boumédiène (USTHB), est la plus grande université d'Afrique située dans la commune de Bab Ezzouar à une quinzaine de kilomètres à l'est de la capitale Alger en Algérie.
En 2022 l'université a été classé en premier sur le classement national des universités fait par le Ministère de l'Enseignement supérieur et de la Recherche scientifique en Algérie.
L'université a été conçue par l'architecte brésilien Oscar Niemeyer sur une superficie de 150 hectares et a été inaugurée par le président de la république à l'époque en septembre 1974, elle s'appelait l'université des sciences et de la technologie d'Alger (USTA). Depuis elle s'est développée sur les plans organisationnel et structurel.
L'USTHB enseigne les mathématiques théoriques et appliquées, la physique, la chimie, la biologie, la géologie, le génie civil, l'électronique, l'informatique, le génie des procédés, le génie mécanique, la Géophysique , la Géologie et la géographie.
En 2023, l'université compte de 76 030 étudiants et 2 180 enseignants dans les différents domaines de formation.
Elle est classée par le U.S. News & World Report au 31e rang du classement régional 2016 des universités arabes.

## Historique
L'université des sciences et de la technologie d’Alger (USTA) a été créée officiellement par l’ordonnance no 74–50 du 25 avril 1974 et a pris la dénomination d’université des sciences et de la technologie Houari-Boumédiène (USTHB) en 1980.
Dans cet esprit elle prenait la succession de la faculté des sciences de l'université d'Alger, elle englobait l'École nationale polytechnique qui en a fait partie pendant quelques années, pour redevenir autonome en 1983, avec cet objectif de développer la synergie entre les progrès des sciences et ceux de la technologie.

## Campus
Le campus de l'université compte :
- Le rectorat : Services du Recteur et des quatre Vice-Recteurs, secrétariat général de l'université, services centraux de la scolarité et centre audio-visuel.
- Les facultés : Chacune des huit facultés dispose de laboratoires de recherche, de laboratoires de travaux pratiques, d'une administration de la faculté (doyen, vice-doyens, chefs de départements), d’une bibliothèque de recherche de la faculté, et des locaux de services de la faculté.
- Les locaux pédagogiques : Les locaux d'enseignement sont regroupés dans : 
  - Deux « blocs de classes » blocs de salles de travaux dirigés et cours familièrement appelés les 100 et 200 (Bloc A), les 300 et 400 (Bloc B).
  - Vingt quatre amphithéâtres (de diverses capacités), nommés de A' à Z'
  - Deux blocs de travaux pratiques no 1 et no 2 (avec 40 salles laboratoires de TP et 16 salles de cours dans chaque bloc).
- La bibliothèque universitaire qui contient un grand espace de révisions au premier étage, et un dépôt de livres à emprunter au rez-de-chaussée.
- Le centre des ressources informatique (CRI) qui gère le réseau intranet et internet de l'université.
- Le village universitaire qui regroupe :
  - une salle polyvalente (700 places),
  - une cantine,
  - une librairie de l'Office des publications universitaires pour la vente de livres,
  - un bureau de poste,
  - un cybercafé, la mezzanine qui offre cent postes d'accès internet destiné au étudiants de 5e année ou plus.
  - la salle de travail avec accès Wi-Fi ouverte aux étudiants, 
  - les salles d'activités culturelles et sportives : un club de musique, un club de dessin, un club de jeux, un club de recherche opérationnelle[4].
- Unité de médecine préventives : située au niveau des blocs de classes 300'.
- L'Auditorium : d'une superficie de 3 276 m2[5], il comporte une salle de conférences (1 800 places) et un hall d’exposition. L'auditorium accueille les grandes manifestations de l’université et les projections pédagogiques.
- La salle « omnisports » qui permet les activités sportives en salle (basketball, handball, volleyball).
- Un Campus numérique francophone[6] : situé dans le centre de ressources informatique[5] destiné à l'éducation à distance, réservé aux étudiants en post-graduation.
- L'espace Internet : un nouveau Cyber espace qui compte plus de 500 ordinateurs reliés au haut débits.
- Le Centre d'enseignement intensif des langues (CEIL) : un groupe de laboratoires de langues, destinés à l'enseignement de l'anglais, actuellement hébergés dans le bloc des classes A.
- Observatoire de l'insertion des diplômés de l'USTHB qui fonctionne comme :
  - un service qui fédère et coordonne les travaux des cellules de stages des facultés et suivi des diplômés au sein des établissements ;
  - un outil d'aide au pilotage pour l'Université, les Facultés et les Responsables des Formations :
    - les conclusions des enquêtes viennent nourrir la réflexion sur les missions, stratégie et évolution du contenu pédagogique ;

  - un outil d'information sur les débouchés professionnels des formations proposées à l'Université.

La mission principale de l’Observatoire l’insertion professionnelle consiste à collecter, analyser et diffuser des informations concernant l’insertion professionnelle des diplômés de l’université. Il exerce en outre toute activité visant une meilleure adéquation formation-emploi, notamment :
- Réaliser des études et des enquêtes portant sur l'insertion professionnelle des diplômés de l'université.
- Proposer les éléments d'information pertinents pour consolider  plans d’action visant une meilleure adéquation formation-emploi.
- Diffuser la culture d'emploi.

## Système de formation

### Système classique
L'ancien régime de formation fut divisé en 2 systèmes d'enseignement :
- Système de courte durée : formation de diplômés en DEUA - Diplôme d'études universitaire appliquée (équivalent à des techniciens supérieurs), la durée de formation était de 3 ans (BAC + 3). Les majors de promotion avaient la possibilité d’intégrer le système de longue durée.
- Système de longue durée : cette formation débute par un tronc-commun (dure 1 à 2 ans), qui à un choix de spécialités présentées dans 2 types de diplômes DES - Diplôme d'études supérieures d'une durée de 4 ans au total (BAC + 4) et un diplôme d'Ingénieur d'État d'une durée totale de 5 ans (BAC + 5). Ce premier palier est appelé la graduation.

La post-graduation consiste en un concours national pour préparer un diplôme de magistère (durée en général de 2 ans), où les titulaires des diplômes d'ingénieur d'État et les diplômes de DES pouvaient postuler selon les options et les places disponibles.
Les titulaires du magistère postulent selon des critères bien précis, en doctorat d'État ou en doctorat Sciences afin de se lancer dans une carrière de recherche.

### Système LMD
L'ancien régime de formation a été abandonné en 2006 par l'USTHB en faveur du nouveau régime dit « LMD » pour (Licence-Master-Doctorat) : 
- La licence : formation de 3 ans (BAC + 3). Il y a deux types de licence académique et professionnelle
- Le master : les titulaires de licence accèdent à cette formation de 2 ans (BAC + 5) selon des conditions internes. Il y a aussi deux types de master académique et professionnelle.
- Le doctorat : les titulaires du Master postulent à un concours national de doctorat, la durée de formation est de 3 ans (BAC + 8).

## Organisation de l'université
L'université est structurée de 8 facultés comme suit :
- Faculté des sciences biologiques - FSB ;
  - Département de biologie cellulaire et moléculaire (BCM)
    - Laboratoire de biologie cellulaire et moléculaire (LBCM)
      - Biochimie des biomolécules : mode d'action, immunothérapie et immunodiagnostic
      - Biochimie & remodelage de la matrice extracellulaire
      - Cytokines & nosynthase
      - Génétique du développement
      - Génétique moléculaire
      - Microbiologie
      - Pharmacologie & signalisation cellulaire

  - Département de biologie et physiologie des organismes (BPO)
    - Laboratoire de biologie et physiologie des organismes

  - Département d'écologie et environnement (EE)
    - Laboratoire d'écologie végétale et d'environnement (LEVE)
    - Laboratoire d'océanographie biologique et environnement marin (LOBEM)
    - Laboratoire de recherche biodiversité et environnement : interactions, génomes (LRBE)
    - Laboratoire de recherche sur les zones arides (LRZA)
    - Laboratoire de dynamique et biodiversité (LDB)
- Faculté de chimie - FC ;
- Faculté de physique - FP ;
- Faculté de mathématiques - FM ;
- Faculté de génie civil - FGC ;
- Faculté de génie électrique - FGE[7] (électronique, électrotechnique, télécommunications, instrumentation et informatique) ;
- Faculté des sciences de la terre, de la géographie et de l'aménagement du territoire - FSTGAT ;
- Faculté de génie mécanique et génie des procédés - FGMGP.

## Bibliothèque universitaire
La Bibliothèque universitaire se situe au centre du campus. En 1974, l'université a ouvert ses portes aux étudiants et pour permettre aux étudiants d'accéder à la documentation, des salles de travail ont été aménagées en bibliothèque provisoire au niveau du bloc des classes.
En 1986, les locaux de la nouvelle bibliothèque universitaire ont été réceptionnés officiellement.
La bibliothèque universitaire s'étend sur 7 000 m2 avec deux niveaux, et comprend :
- Une salle de lecture de 1 200 places ;
- Un espace d'utilisation Internet ;
- Une salle réservée aux enseignants et étudiants de post-graduation ;
- Différents services (administration générale, informatique, acquisition, traitement et orientation)[8] et magasins.

L’université comporte des mini-bibliothèques dans chaque institut ; ces bibliothèques sont reliées administrativement à la bibliothèque centrale.